# Amery
Amery é uma cidade localizada no estado norte-americano de Wisconsin, no Condado de Polk.

## Demografia
Segundo o censo norte-americano de 2000, a sua população era de 2845 habitantes. 
Em 2006, foi estimada uma população de 2846, um aumento de 1 (0.0%).

## Geografia
De acordo com o United States Census Bureau tem uma área de 
9,3 km², dos quais 7,8 km² cobertos por terra e 1,5 km² cobertos por água. Amery localiza-se a aproximadamente 326 m acima do nível do mar.

## Localidades na vizinhança
O diagrama seguinte representa as localidades num raio de 20 km ao redor de Amery. 